# Съмърсет Хаус
Съмърсет Хаус (на английски: Somerset House) е голям дворец в Лондон. Бил е кралска резиденция до Английската революция, по-късно се заема от правителствени служби. Към 2022 г. в нея се помещават главно музеи и художествени галерии. Източното крило се заема от Кингс Колидж (част от Лондонския университет).
Разположен е от южната страна на улица Странд в Централен Лондон, с изглед към река Темза, от източната страна на моста Ватерло. До изграждането на укрепителните крайречни стени е бил на самия бряг на Темза. Централната група от неокласически постройки, по проект на архитекта сър Уилям Чеймбърс, датира от 1776 – 1796 г. Разширена е с класически викториански крила на север и на юг. На това място е имало сграда със същото име повече от 2 века по-рано.

## Ранна история
През XVI век, когато поетите все още пишат за „сребристата Темза“, северният бряг на реката между днешното Сити и Уестминстър е предпочитано място за именията на аристокрацията. През 1539 г. Хенри VIII подарява земи на Едуард Сиймур в „Chester Place, извън Темпъл Бар, Лондон“. Когато престолонаследникът – болнавият невръстен крал Едуард VI – сяда на трона през 1547 г., Сиймур като негов вуйчо става регент и лорд-протектор, като получава титлата херцог на Съмърсет. Около 1549 той срутил няколкото сгради, които били на това място и започнал да си строи внушителна резиденция, като се възползвал свободно от околните сгради, в това число и от зали за литургии и метосите в старата катедрала „Сейнт Пол“, разрушени в полза на херцог Съмърсет и други влиятелни протестантски благородници при закриването на манастирите. Сградата, на 2 етажа, построена около четириъгълен вътрешен двор, с вход с височина от 3 етажа, била сред най-ранните примери за английска ренесансова архитектура. Не е известно кой е архитектът.
Преди да бъде завършена обаче, херцог Съмърсет вече си е създал много врагове във властта. В борбите за власт той търпи поражение и през 1552 г. е екзекутиран в Тауър. Имението Съмърсет става собственост на короната и в продължение на няколко години в него живее принцеса Елизабет преди да бъде коронясана като Елизабет I през 1558 г.
От този момент за един дълъг период от време имението става един от кралските дворци. Елизабет I живяла там по време на царуването на сестра ѝ Мери I, а също така е използвано и от кралиците на Джеймс I, Чарлз I, и Чарлз II. По време на царуването на Джеймс I сградата е лондонска резиденция на неговата съпруга Анна Датска и е прекръстена на „Датската къща“. Кралицата прави редица скъпи допълнения и подобрения, някои по дизайна на Иниго Джоунс. Това разширяване на сградата продължило и по времето на Чарлз I, в това число и изключително оспорваното допълнение на съпругата му Хенриета-Мария – Римокатолически параклис (отново по проект на Джоунс, който по късно умира в Съмърсет Хаус през 1652). Параклисът е обслужван от Ордена на капуцините. Към него е имало и малко гробище, като все още могат да бъдат видени някои надгробни камъни.
Кралското владеене на Съмърсет е прекъснато от Английската революция и през 1649 г. Парламентът се опитал да я продаде. Купувач не се намерил, но от продажбата на обзавеждането била събрана значителната за онова време сума от 118 000 паунда. И все пак къщата е полезна: част от нея служи за щаб на армията, генерал Томас Феърфакс (председателят на Парламента) се установява също там. Жилища са предоставени и на други членове на Парламента. Именно тук е положено тялото на Оливър Кромуел след смъртта му през 1658 г.
Две години по-късно, с Реставрацията на монархията, Хенриета Мария започва мащабна програма за преустройство. Но през 1665 г., преди да я завърши, тя се завръща във Франция. Сградата продължава да се ползва като резиденция на аристокрацията, но в народните представи имението се слави като крепост на католицизма. През 1685 сър Кристофър Рен е нает за преустройството му, но скоро след това имението почнало да запада, като постепенно кралските особи го забравят. Неговата градина, отворена за посещения, е мястото, използвано от Каналето за неговите пейзажи на Темза. Старото здание е разрушено през 1775 г.

## Съвременно здание
В средата на XVIII век става ясно, че в Лондон не достигат обществени сгради. Правителствените служби и научните дружества се намират разпръснати в стари сгради из целия град. Чувството за национална гордост страда при сравнението на града с континенталните столици. В отговор на тази нужда през 1775 г. Парламентът приема закон, с който постановява изграждането на помещения в Съмърсет хаус за голям брой публични служби и стартира проект за укрепване и облицоване на бреговете на Темза (на английски: Thames Embankment) в района около днешния хотел „Савой“. Строителните работи ръководи архитект сър Уилям Чеймбърс и той остава начело на различните фази на този проект през последните двадесет години от живота си.
Към 1780 г. е завършено северното крило с фасада към Странд. Проектът се основава на рисунките на Иниго Джоунс, изобразяващи фасадата към реката на предходното здание. Строежът продължава с различно темпо през годините, най-вече поради липса на финанси, като след смъртта на Чеймбърс през 1796 ръководството поема Джеймс Уайът. През 1801 строежът все още продължава, а през 1819 все още има недовършени декорации.
По това време брегът на Темза все още не е облицован и водите на реката се плискат до южното крило, където през три големи арки лодките и баржите навлизали към пристан вътре в сградата.
Колкото и величествена да е построената сграда, тя все още е далеч от пълния проект на Чеймбърс поради недостиг на средства. Затова правителството отстъпва правото на строеж върху парцела от източната страна на Кингс Колидж (Лондон) при условие, че колежът построи сграда, съобразена с първоначалния план. Това става между 1829 и 1834 г. Последното, западно крило е завършено през 1856 г.
Освен правителствени служби, в сградата до 1870 са настанени и редица научни дружества: Кралската Академия за изящни изкуства (Чеймбърс е бил сред нейните основатели), Британското кралско научно дружество (Royal Society), Лондонският университет.
По време на Блицкрига и бомбардировките на Лондон Съмърсет хаус е значително повредена, особено южното и западното крила. Възстановяването им приключва едва през 1952 г.

## Правителствени служби
В първите години основната правителствена служба, настанена в Съмърсет хаус, е Адмиралтейството. С това е свързана легендата, че там е работил адмирал Нелсън и в сградата още съществуват „Зала на Нелсън“ и „Стълбище на Нелсън“.
През 1837 г. там е настанен Общият регистър на актовете за раждане, брак и смърт на гражданите на Англия и Уелс и Съмърсет хаус става почти нарицателно име за тази служба в продължение на 150 години. Освен него там са разположени данъчните служби (Inland Revenue), които заемат най-голяма част от сградата. След сливането им с митниците през 2005 службата вече се нарича HM Revenue & Customs.

## Средище за изкуства и наука
В началото на XIX век Кралската академия се мести в Бърлингтън хаус на Пикадили, където се намира и днес. В края на XX век зданието получава нов живот като център на визуалните изкуства. Първо тук е настанена Галерията Курто (Courtauld Gallery) – значима колекция от живописни произведения на стари майстори и импресионисти. В края на 1990-те години вътрешният двор престава да се използва като паркинг, украсен е с фонтани (1990) и е отворен за публични посещения, а главната тераса с изглед към Темза е преустроена. Специален център за посетители разказва с аудиовизуални средства историята на сградата и показва позлатената баржа на кмета на Лондон (Lord Mayor of London's state barge). Тук временно е била изложена колекцията Джилбърт (Gilbert Collection) с предмети на декоративните изкуства, преди да бъде преместена в музея Виктория и Албърт. Между 2000 и 2007 тук гостуват изложби от Ермитажа в Санкт Петербург в т.нар. зали на Ермитажа (Hermitage Rooms).
Източното крило на Съмърсет хаус е заето изцяло от Музикалния факултет на Кингс Колидж (Лондон).
През зимата централният вътрешен двор се превръща в открита ледена пързалка.